# Chrysophyllum oliviforme
Chrysophyllum oliviforme är en tvåhjärtbladig växtart som beskrevs av Carl von Linné. Chrysophyllum oliviforme ingår i släktet Chrysophyllum och familjen Sapotaceae.

## Underarter
Arten delas in i följande underarter:
- C. o. angustifolium
- C. o. oliviforme

## Bildgalleri

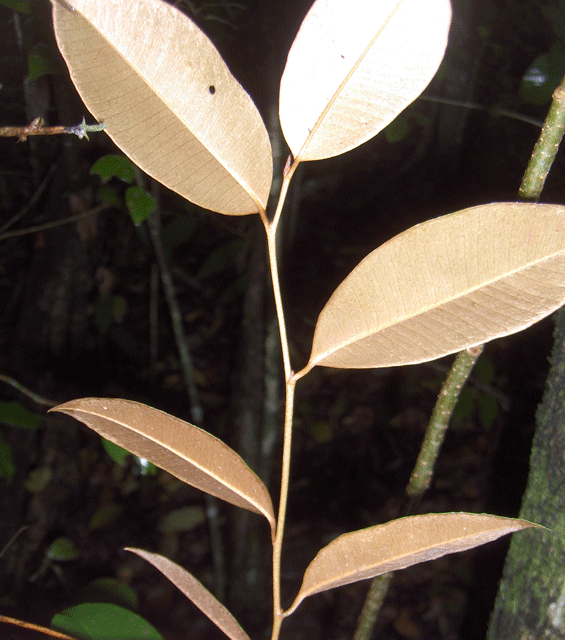
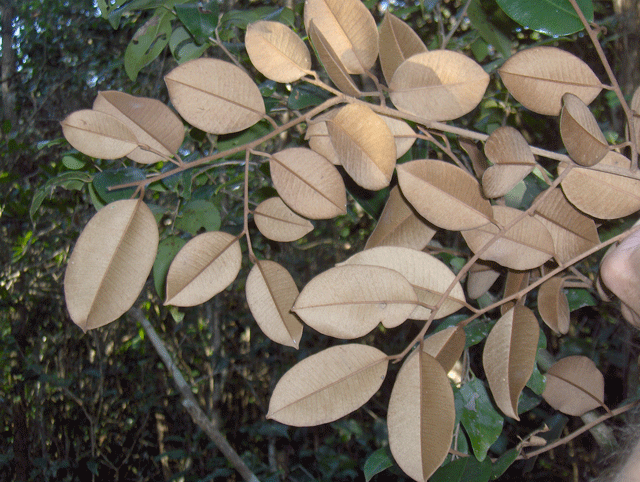
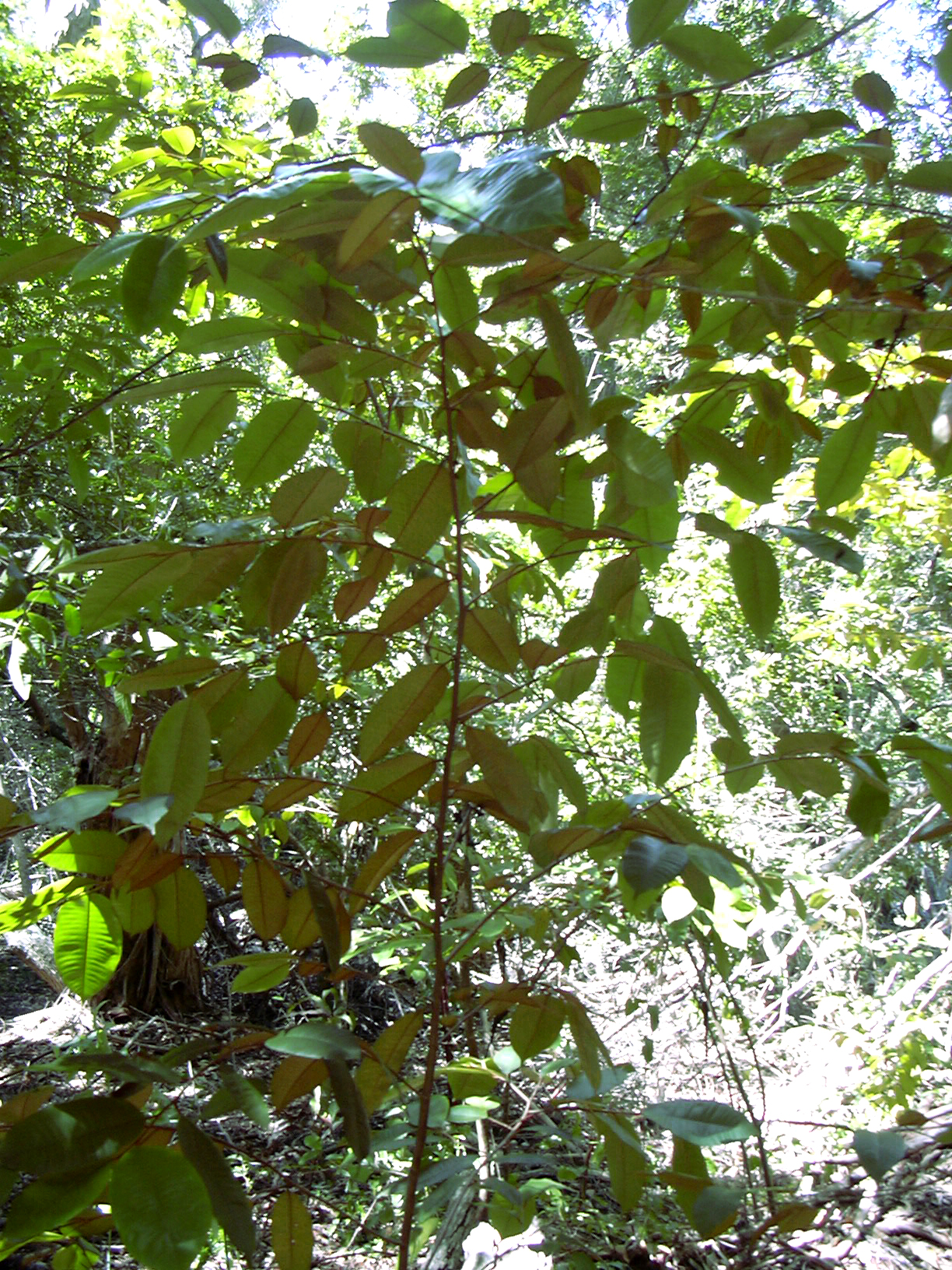
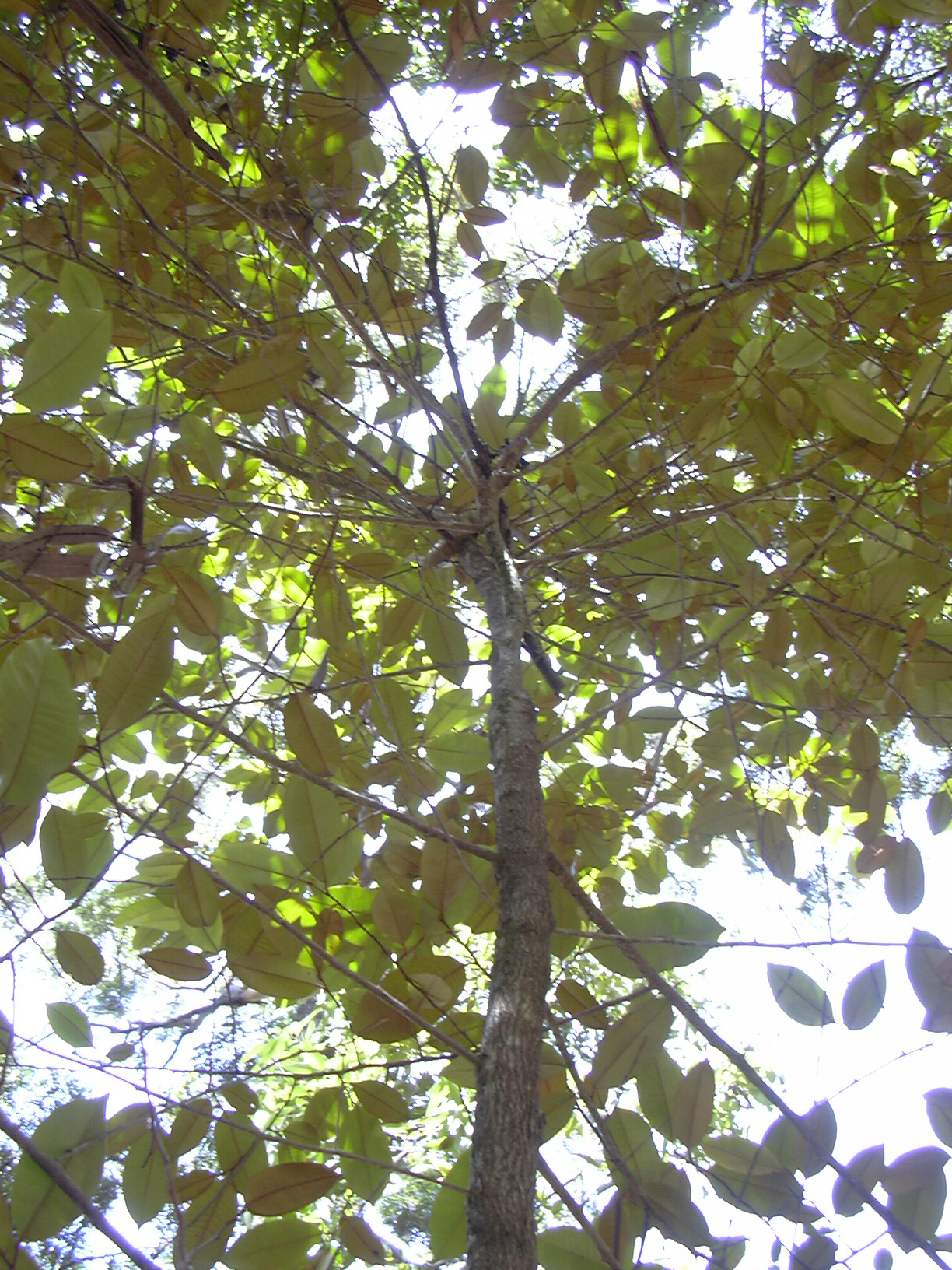
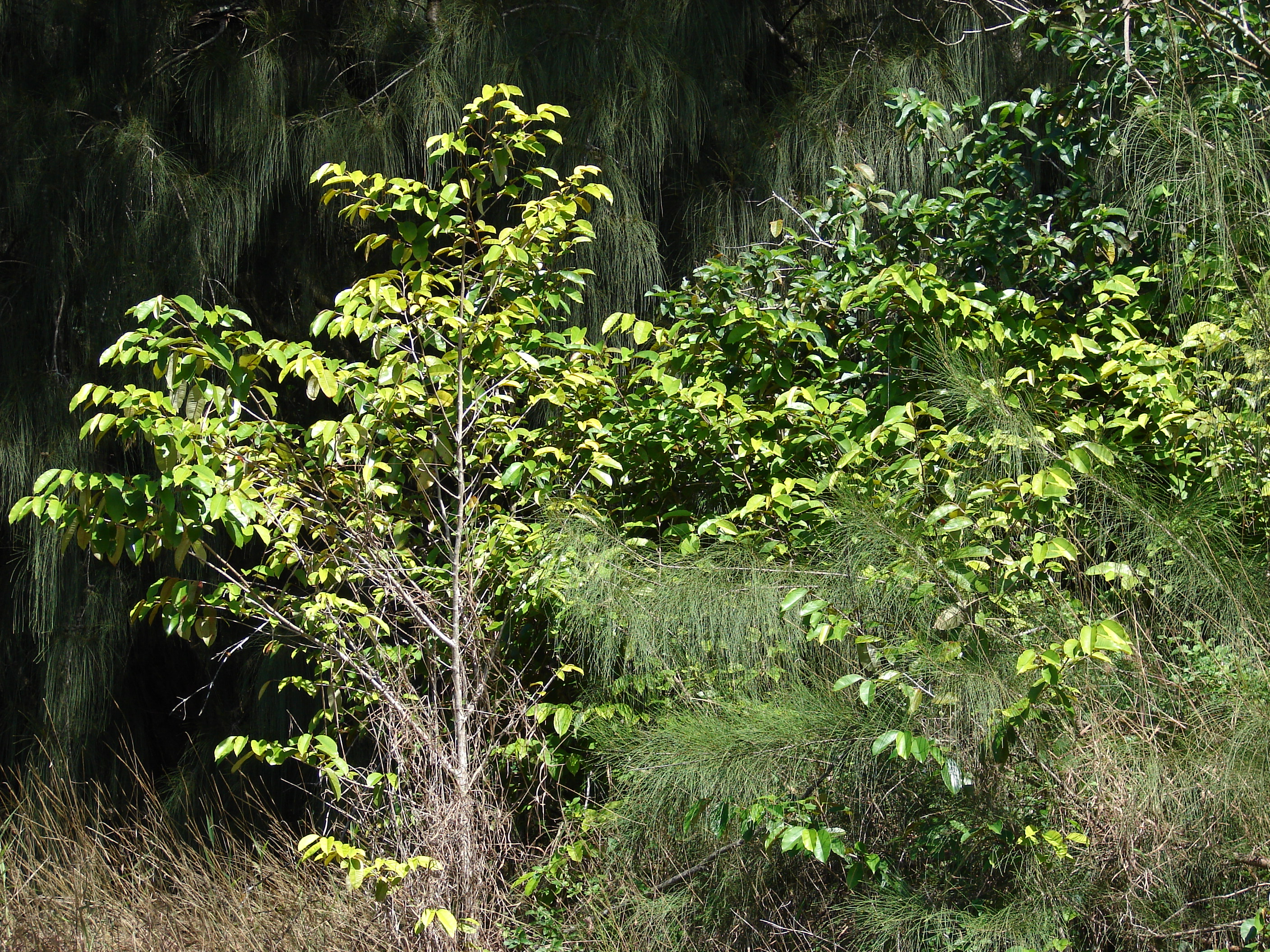
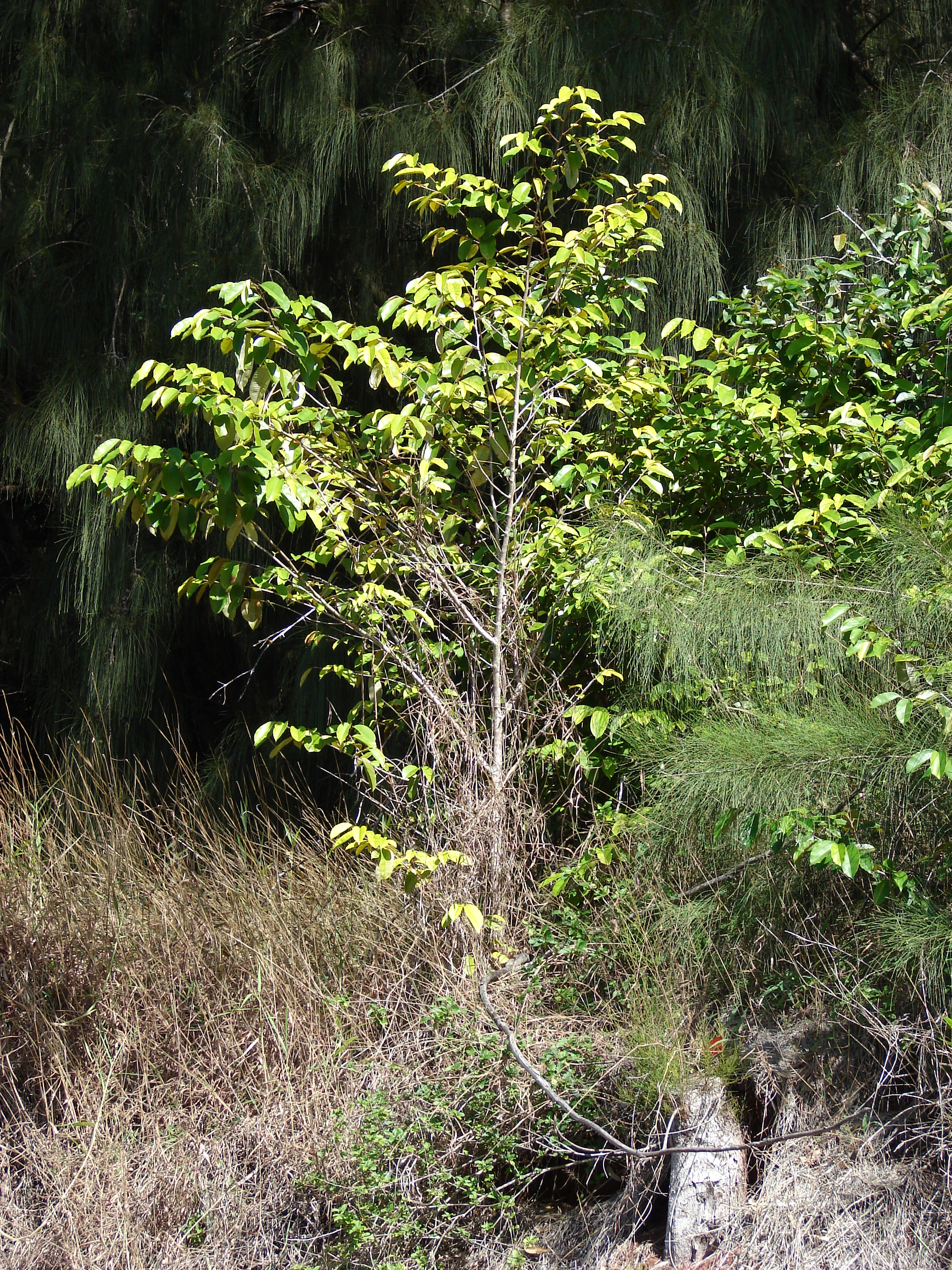